# Churubusco (Nueva York)
Churubusco es un área no incorporada (o conocidas como aldea) ubicada en el condado de Clinton en el estado estadounidense de Nueva York. Churubusco se encuentra ubicada dentro del pueblo de Clinton, justo al norte de la Ruta Estatal de Nueva York 189 cerca de Quebec con la frontera canadiense. Su nombre viene de la Batalla de Churubusco peleada en Ciudad de México.

## Geografía
Churubusco se encuentra ubicada en las coordenadas 44°56′35″N 73°56′51″O / 44.94306, -73.94750.